# Бэдсол, Энн
Энн Смит Бэдсол (англ. Ann Smith Bedsole, имя при рождении Маргарет Анна Смит, 7 января 1930 года) — американский политик, бизнес-леди, общественный и благотворительный деятель. Она была первой женщиной-республиканцем, работавшей в Палате представителей Алабамы, и первой женщиной, работавшей в Сенате Алабамы. В 2002 году она была принята в Академию почета Алабамы.

## Ранний период жизни
Маргарет Анна Смит родилась 7 января 1930 года в Селме, штат Алабама, в семье Малкольма Уайта Смита и Сибил Хьюи Смит. У нее есть одна сестра. Когда девочке было пять лет, отец перевез семью в Джексон, штат Алабама, где купил лесопилку. Энн окончила государственную среднюю школу в Уэйнсборо, штат Виргиния, а затем училась в Алабамском университете и Денверском университете.

## Политическая карьера
Во время президентских праймериз от Республиканской партии 1964 Бэдсол была заместителем делегата Национального съезда Республиканской партии. В 1966 году она работала в Государственном исполнительном комитете штата Алабама. Во время президентских праймериз от Республиканской партии в 1972 году она была делегатом Национального съезда Республиканской партии, вице-председателем делегации штата Алабама на Национальном съезде Республиканской партии, а также одним из двух республиканских избирателей в общем собрании вместе с представителем штата Дагом Хейлом. Позже Бэдсол занимала должность главы Республиканской партии в Мобиле, штат Алабама.

### Законодательный орган штата Алабама

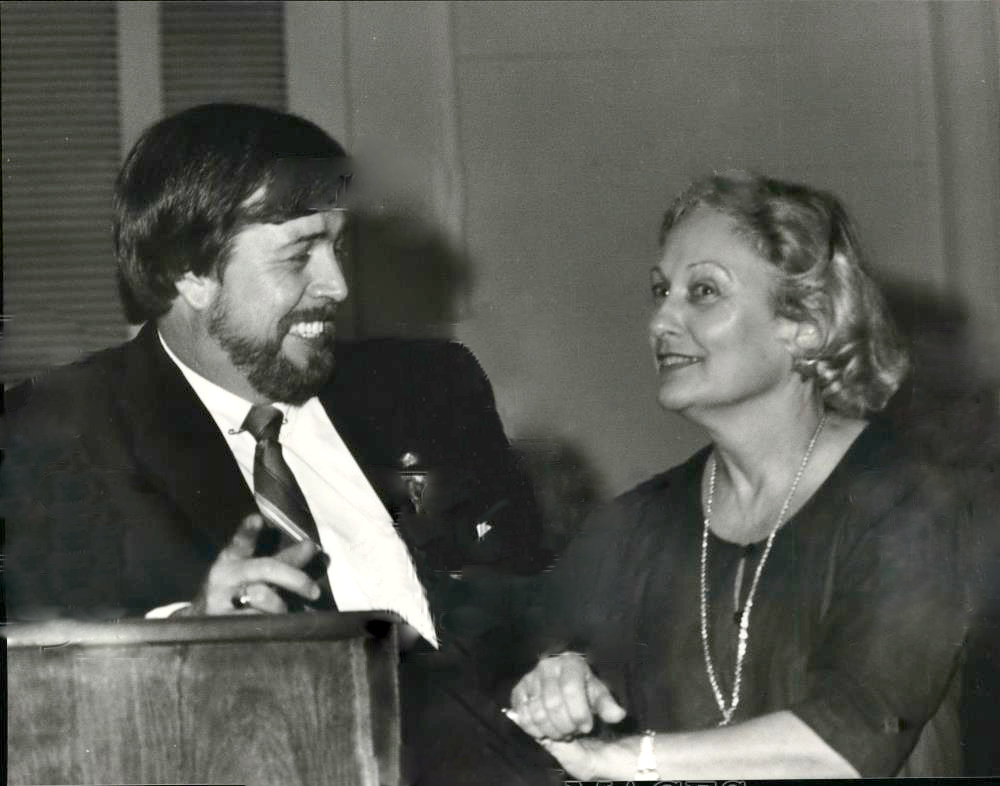
Пресс-фото сенаторов штата Алабама Дэнни Корбетта и Энн Бэдсол, 1985 год.

В 1978 году Сонни Каллахан, член Палаты представителей Алабамы от 101-го округа, объявил, что будет баллотироваться в Сенат Алабамы. Бэдсол, как кандидат от республиканцев, победила кандидата от демократов Джима Джонстона на всеобщих выборах, став первой женщиной-республиканцем — членом Палаты представителей Алабамы. В 1982 году Каллахан, член Сената Алабамы от 34-го округа, освободил свой пост. Бэдсол баллотировалась от республиканцев и победила кандидата от демократов Джона Саада на всеобщих выборах, став первой женщиной, занимающей должность в Сенате Алабамы. Во время своей первой предвыборной кампании в Сенат она напечатала предвыборные листовки, на обороте которых размещалось расписание сезона охоты в штате. Ее трижды переизбирали в Сенат штата Алабама, где работала до 1995 года. Бэдсол была членом Комитета по образованию в Сенате Алабамы в 1983 г.В 1987 году она была членом комитетов юстиции, образования и здравоохранения, а также председателем комитета сельского хозяйства, охраны природы и лесного хозяйства.

### Губернаторская кампания
1 ноября 1993 года Бэдсол объявила, что будет добиваться выдвижения от республиканцев на пост губернатора штата Алабамы в 1994 году. Она заняла второе место на республиканских предварительных выборах, но потерпела поражение во втором туре от Фоба Джеймса. Во время губернаторских выборов 1998 года в Алабаме Бэдсол поддержала кандидата от демократов Дона Сигельмана против губернатора Фоба Джеймса. В 2005 году она безуспешно баллотировалась на пост мэра города Мобил.

## Другие виды деятельности

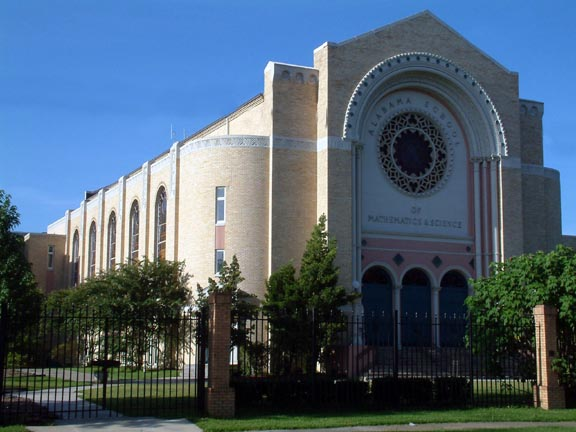
Центральное здание школы математики и естественных наук Алабамы

В конце 1980-х Бэдсол была одной из соучредителей Алабамской школы математики и естественных наук. Позже в школе открыли библиотеку, названную в ее честь. Бэдсол также основала ферму в Пердью-Хилл в 2008 году.

## Членство
Бэдсол участвовала в многочисленных образовательных и благотворительных инициативах. Она входила в совет директоров Алабамской школы математики и естественных наук. Она была в попечительском совете колледжа Спринг-Хилл и колледжа Хантингдона. Она возглавляла комитет Благотворительного фонда Сибил Х. Смит (позже переименованного в Фонд Сибил и Уайт Смит), а также была членом правления фонда Дж. Л. Бэдсола, который выдавал гранты на образовательные проекты.
Бэдсол также участвует в популяризации местной истории. Она основала компанию «Mobile Historic Home Tours» и была членом комиссии исторического развития Алабамы. В 1999 году она вошла в Комитет по планированию празднования трехсотлетия города Мобил. Она также является основателем и президентом Центра лесных ресурсов Алабамы.

## Награды и отличия
Бэдсол была отмечена за свою деловую и благотворительную деятельность, получив звание Первой леди Мобила в 1972, 1993 годах и филантроп года в 1998 году. В 2002 году она была зачислена в Академию почета штата Алабама. Она также имеет почетные степени доктора юридических наук колледжа Спринг-Хилл и коллежда Хантингдона.

## Личная жизнь
В 1958 году она вышла замуж за Мэсси Палмера Бэдсола-младшего, от которого родила троих детей. Бэдсол-младший умер в 2006 году. В 2014 году она снова вышла замуж за Николаса Хэнсона Холмса-младшего, который умер в 2016 году. Энн Бэдсол — член волонтерской организации Молодёжной лиги. В январе 2020 года Энн Бедсол вместе со студентами Школы математики и естественных наук Алабамы отметила свое 90-летие.